# El comandante Fort
El comandante Fort es una miniserie argentina creada por Patricio Alvarez Casado que narra la vida de Ricardo Fort en una única temporada de cuatro capítulos. Los episodios documentales se estrenaron a través de la plataforma Star+ (Disney) el 25 de enero de 2023.
La investigación, a cargo del periodista Eddie Fitte, logró que la serie documental obtenga acceso a un material inédito: el diario íntimo de Ricardo. En él, la emblemática figura habla de sus frustraciones en el mundo de la música y comparte detalles de sus primeros amores, algo poco visto en sus años de apariciones constantes en la televisión.

## Sinopsis
Ricardo Fort era un empresario que, durante la década del 2000, alcanzó la notoriedad mediática que tanto soñó, conquistando a la audiencia de su país con su excéntrico estilo de vida y una actitud irreverente.
La producción revela a Fort como pionero en la industria del entretenimiento, produciéndose a sí mismo como cantante, creando su propio canal digital y siendo uno de los primeros influencers de la región. Además, echa luz sobre su vida como ícono y celebridad LGBTQ+, y su camino hacia la paternidad mediante vientre subrogado.
La serie también explora más allá de su imagen pública, dando a conocer la dolorosa historia personal de Fort, marcada principalmente por conflictos familiares. Los episodios también relatan su camino de sufrimiento físico, tras haberse sometido a más de una veintena de operaciones para modificar su aspecto corporal.
Invirtió su fortuna para comprar amor. Se operó 27 veces. Cumplió sus sueños. La gente lo amó. Ricardo Fort vivió como quiso y murió como pudo. Pero detrás de su leyenda se esconde una historia marcada por los conflictos familiares, la ambigüedad sexual y el dolor físico. Dividida en cuatro episodios con producción cinematográfica y la participación de su círculo íntimo, "El Comandante Fort" descubre los archivos secretos del millonario más carismático de los últimos tiempos.
A partir de imágenes públicas e inéditas, apoyándose en los testimonios de familiares, periodistas y personas que se vincularon con Fort en distintos momentos de su vida, El comandante Fort traza una mirada sobre la gloria y el ocaso del para quienes algunos consideran “un artista sin obra”.

## Elenco y personajes
- Claudio Rissi (narrador)
- Eduardo Fort
- Marina Calabró
- Marcelo Polino
- Karina Antoniali
- Moria Casán
- Graciela Alfano
- Iván Ramírez
- José María Muscari
- Silvina Escudero
- Gustavo Martínez
- Juan Pablo Mirabelli
- Eddie Fitte
- Marta Fort
- Pía Shaw
- James Davis
- Pietro Fort
- Felipe Fort

## Episodios
La docuserie se divide en cuatro partes que abarcan las etapas más importantes de Fort y cómo vivió en cada una de estas. Pese a ser el heredero de uno de los más grandes imperios chocolateros de Argentina, el empresario quiso llegar más lejos y perseguir la fama a través de su excéntrico estilo de vida, sus apariciones en la televisión y su inevitable llegada a los corazones de la gente.

#### Mediático
“¿Vale la pena invertir en la fama? Ricardo Fort en su esplendor mediático, por dentro y por fuera”, así se describe el primer episodio titulado “Mediático”, que tiene 62 minutos de duración. El primer episodio se mete en la intimidad de esos años de vorágine mediática, cuando tras la muerte de su padre decide lanzar su carrera como artista y volverse una celebridad en Argentina, algo que venía intentando sin éxito en Miami.
También reconstruye el árbol genealógico familiar -desde su abuelo Felipe, fundador del imperio chocolatero-, para empezar a entender el nulo vínculo con su padre y los mandatos que tuvo que romper.
“Ricardo Fort vivió como quiso, murió como pudo y se convirtió en un santo digital”, dice la voz en off del actor Claudio Rissi, mientras suena la operística Una furtiva lágrima de fondo, que logra darle un cierto aire de mito majestuoso. “Bienvenido a las profundidades del Comandate Fort”, cierra esa lograda introducción a la docuserie.

#### Libre
El episodio dos que dura 38 minutos: “En su juventud, Miami fue su segundo hogar y la ciudad en la que pudo ser quien realmente era”. El segundo episodio narra el desconocido prontuario amoroso de Fort y sus primeros años de libertad sexoafectiva en Miami. Aparece su primera pareja, una drag queen que lo conoció en los boliches gay de fines de los '80 y un fotógrafo que lo retrató desnudo y que cuenta su obsesión por el cuerpo perfecto.
Ya sin Rissi como narrador, Muscari y el actor Juan Pablo Mirabelli ofician de anfitriones-espectadores del capítulo más revelador.

#### Chocolate
El capítulo número tres, gran parte de los 35 minutos de extensión consisten en los testimonios de su familia: “Los hijos de Ricardo Fort preparan un homenaje para su padre, y su hermano lo recuerda como niño”. El tercer episodio se enfoca más en sus hijos, Marta y Felipe, que lo homenajean con una canción y videoclip original donde los herederos participaron activamente.

#### Santo
Por último, en “Santo” (47 minutos), se ahonda en la enfermedad y posterior muerte de Fort: “Ricardo enfrenta numerosos problemas de salud. Cuando se apaga su vida, se enciende el mito”.

## Producción

### Desarrollo
El principal impulsor de este proyecto es el periodista Eddie Fitte, que durante varios años trabajó en la investigación para el documental. Con el objetivo de recibir el visto bueno por parte de sus familiares y allegados, en el año 2020, Fitte se puso en contacto con Gustavo Martínez para contarle sobre el proyecto, y la intención por realizar un documental que indague de manera seria y profunda en la figura de Fort. Así, a pocas semanas de cumplirse 7 años de la muerte del empresario  se confirmó una de las noticias más esperadas por los fans del chocolatero. Tras la sesión de derechos al periodista Eddie Fitte por parte de sus hijos Marta y Felipe. Eddie explicó que fue la fascinación de la gente que conoció a Fort lo que lo motivó a producir el documental. La serie está trazada a modo de línea del tiempo y se irá contando cronológicamente desde el momento en que Ricky termina el colegio secundario y se instala en Miami, Estados Unidos. "Logramos dar con dispositivos electrónicos de Ricardo, con su Facebook, con sus celulares, con su computadora, con discos duros de almacenamiento que él mismo había guardado, y con todo eso empezamos a llenar casilleros (de su vida)", explicó el periodista.
Natalia Román, quien fue jefa de prensa de Fort entre 2011 y 2013 y en la actualidad lo es de los hijos del mediático, contó que conversó mucho con Eddie y le aconsejó que "le mande una carta a Gustavo Martínez -expareja de Fort y tutor de sus hijos, Martita y Felipe- explicándole su intención" y ella se la hizo llegar. "A él le gustó y arreglamos una reunión y cuando dio el visto bueno llevamos el tema ante César Carozza, abogado en su momento de Ricardo y de los chicos y ahí se redactaron los contratos". Tras encontrarse con el interés de 20/20 Films (productora de Patricio Álvarez Casado) por formar parte del proyecto, decidieron asociarse y avanzar con la producción.

### Realización
El Comandante Fort está producida por Star Original Productions, realizada por 20/20 Films.
Los cuatro capítulos fueron rodados entre Buenos Aires y Miami y contienen material exclusivo, recreaciones originales y testimonios del círculo íntimo de Ricardo Fort. La dirección estuvo a cargo de Patricio Álvarez Casado, Marcelo Burgos, Federico Luis Tachella, Nicolás Goldbart y Azul Lombardía, la producción ejecutiva es de Mariano Álvarez Casado, Josefina Hassan y Patricio Álvarez Casado.
En tanto, los guiones fueron escritos por Patricio Álvarez Casado, Juan José Becerra, Tamara Tenenbaum y Nicolás Miguelez. Tomás Balmaceda estuvo al frente de la asesoría de género, diversidad e inclusión.

### Deep Fake
Durante el inicio del primero de los cuatro capítulos que integran la serie aparece Ricardo Fort caminando y se sienta en un taburete para hacer la presentación de su serie documental. Su voz fue doblada por el humorista Patricio Muzzio pero lo que impresiona aún más es la recreación visual en la que se ve a un Fort idéntico. La recreación de Fort, encarnado por Iván Ramírez, se logró a partir de la técnica de deepfake.
Para recrear a Ricardo Fort se trabajó con una base de alrededor de 15.000 caras recolectadas de videos de archivo del propio empresario y, a partir de un programa, se estudiaron estos rostros para comprender cómo se veía desde una variedad de ángulos para luego mapearlas en el actor en el video de destino.